# American Gigolo (serie televisiva)
American Gigolo è una serie televisiva statunitense, ideata da David Hollander e basata sull'omonimo film del 1980. La serie vede protagonista Jon Bernthal nei panni di Julian Kaye insieme a Gretchen Mol, Rosie O'Donnell, Lizzie Brocheré e Leland Orser, ed è stata trasmessa su Showtime dall'11 settembre al 30 ottobre 2022. In Italia è stata pubblicata sulla piattaforma streaming on demand Paramount+ dal 27 settembre all'8 novembre 2022.
Il 30 gennaio 2023, Showtime ha cancellato la serie dopo una sola stagione.

## Trama
Julian Kaye, 15 anni dopo essere stato arrestato per omicidio e aver lottato per trovare un posto nella moderna industria del sesso di Los Angeles, cerca la verità su chi l'ha incastrato, mandandolo in prigione tanti anni fa, e spera anche di riconnettersi col suo unico vero amore, Michelle.

## Episodi
| Stagione       | Episodi | Prima TV USA | Pubblicazione Italia |
| -------------- | ------- | ------------ | -------------------- |
| Prima stagione | 8       | 2022         | 2022                 |